# KBC Band
Die KBC Band wurde 1985 von Paul Kantner (Gitarre, Gesang), Marty Balin (Gesang, Gitarre) und Jack Casady (Bass), – alle Gründungsmitglieder der Band Jefferson Airplane – ins Leben gerufen. Mit dabei waren auch Keith Crossan (Saxofon, Gitarre, Gesang), Tim Gorman (Keyboard, Gesang), Mark „Slick“ Aguilar (Gitarre, Gesang) und Darrell Verdusco (Schlagzeug).
Ihr einziges, mäßig erfolgreiches Album KBC Band erschien 1986. Der darauf enthaltene Song America war ein kleinerer Hit und wurde nach den Terroranschlägen vom 11. September 2001 häufig gespielt. Der Titel Itʼs Not You, Itʼs Not Me war ebenfalls ein kleinerer Hit. 1987 löste sich die Band wieder auf.
Kantner und Casady spielten in der nachfolgenden Zeit bei Hot Tuna zusammen, Kantner bis 1988, Casady gehörte zur Stammbesetzung. 1989 gab es eine kurzzeitige Wiedervereinigung von Jefferson Airplane, bei der auch Tim Gorman mitspielte. 1992 belebte Kantner die Jefferson-Airplane-Nachfolgeband Jefferson Starship als „Jefferson Starship – The Next Generation“ wieder, eigentlich eine Variante der KBC Band ohne Crossan und Verdusco. Letzterer schloss sich 2008 Starship an, einer weiteren Nachfolgeband von Jefferson Airplane.